# 9. Berlini Nemzetközi Filmfesztivál
Az 9. Berlini Nemzetközi Filmfesztivál 1959. június 26. és július 7. között került megrendezésre. A fesztiválon üdvözölték a francia újhullám mozgalmát, így olyan rendezők voltak a vendégek közt, mint Jean-Luc Godard, Agnès Varda és François Truffaut. Az Arany Medve díjat Claude Chabrol filmje, az Unokafivérek nyerte.

## Zsűri
Az alábbi emberek voltak a fesztivál zsűrijének tagjai:

### Filmek
- Robert Aldrich, amerikai filmkészítő - Zsűrielnök
- Johan Jacobsen, dán filmkészítő és producer
- Charles Ford, francia író és filmkészítő
- John Bryan, brit látványtervező
- Ignazio Tranquilli, olasz író és színműíró
- Shigeo Miyata, japán festő és fizikus
- Wali Eddine Sameh, emirátusi rendező
- O. E. Hasse, nyugat-német színész
- Gerhard Prager, nyugat-német író és producer
- Fritz Podehl, nyugat-német producer
- Walther Schmieding, nyugat-német újságíró

### Dokumentumfilmek és rövidfilmek
- Curt Oertel, nyugat-német filmkészítő és vezető fotós - Zsűrielnök
- M.D. Bath, India
- Hans Cürlis, nyugat-német rendező
- Paul Davay, belga filmkritikus
- Odd Hølaas, norvég újságíró és író
- Katína Paxinú, görög színésznő
- Alfonso Sánchez Martínez, spanyol újságíró és filmkritikus

## A fesztivál programja

### Versenyben lévő filmek
Az alábbi filmek voltak versenyben az Arany Medve- és az Ezüst Medve-díjakért:
| Magyar cím              | Eredeti cím             | Rendező                    | Ország                     |
| ----------------------- | ----------------------- | -------------------------- | -------------------------- |
| Und das am Montagmorgen | Und das am Montagmorgen | Luigi Comencini            | Nyugat-Németország         |
| Archimédes, a csavargó  | Archimède le clochard   | Gilles Grangier            | Franciaország              |
| Kérd bármelyik lányt    | Ask Any Girl            | Charles Walters            | Amerikai Egyesült Államok  |
| Astero                  | Αστέρω                  | Dinos Dimopoulos           | Görögország                |
| Jonggak                 | 종각                    | Ju-nam Yang                | Dél-Korea                  |
| Flor de mayo            | Flor de mayo            | Roberto Gavaldón           | Mexikó                     |
| Telesme shekasteh       | سیامک یاسمی             | Siamak Yasemi              | Irán                       |
| Un uomo facile          | Un uomo facile          | Paolo Heusch               | Olaszország                |
| Hasan wa Naimah         | حسن ونعيمة              | Henry Barakat              | Egyiptom                   |
| Rejtett erőd            | 隠し砦の三悪人          | Kuroszava Akira            | Japán                      |
| Home Is the Hero        | Home Is the Hero        | Fielder Cook               | Írország                   |
| La caída                | La caída                | Leopoldo Torre Nilsson     | Argentína                  |
| Unokafivérek            | Les Cousins             | Claude Chabrol             | Franciaország              |
| Herren og hans tjenere  | Herren og hans tjenere  | Arne Skouen                | Norvégia                   |
| Hadaka no taiyô         | 裸 の 貸与              | Miyoji Ieki                | Japán                      |
| Panoptikum 59           | Panoptikum 59           | Walter Kolm-Veltée         | Ausztria                   |
| Körkarlen               | Körkarlen               | Arne Mattsson              | Svédország                 |
| Poeten og Lillemor      | Poeten og Lillemor      | Erik Balling               | Dánia                      |
| Der Rest ist Schweigen  | Der Rest ist Schweigen  | Helmut Käutner             | Nyugat-Németország         |
| Sagar Sangamey          | সাগর সঙ্গমে বাংলা ছবি          | Debaki Bose                | India                      |
| Pinchgut ostroma        | The Siege of Pinchgut   | Harry Watt                 | Egyesült Királyság         |
| Sven Tuuva              | Sven Tuuva              | Edvin Laine                | Finnország                 |
| Diez fusiles esperan    | Diez fusiles esperan    | José Luis Sáenz de Heredia | Spanyolország, Olaszország |
| That Kind of Woman      | That Kind of Woman      | Sidney Lumet               | Amerikai Egyesült Államok  |
| Meus Amores no Rio      | Meus Amores no Rio      | Carlos Hugo Christensen    | Brazília, Argentína        |
| Tiger Bay               | Tiger Bay               | J. Lee Thompson            | Egyesült Királyság         |
| Dorp aan de rivier      | Dorp aan de rivier      | Fons Rademakers            | Hollandia                  |
| Lupi nell'abisso        | Lupi nell'abisso        | Silvio Amadio              | Olaszország                |

### Dokumentumfilmek és rövidfilmek
| Magyar cím             | Eredeti cím            | Rendező                                            | Ország                    |
| ---------------------- | ---------------------- | -------------------------------------------------- | ------------------------- |
| Les Anneaux d'or       | Les Anneaux d'or       | René Vautier                                       | Tunézia, Franciaország    |
| Das Knalleidoskop      | Das Knalleidoskop      | Herbert Hunger                                     | Nyugat-Németország        |
| Gloria della Marciana  | Gloria della Marciana  | Emilio Marsili                                     | Olaszország               |
| Hest på sommerferie    | Hest på sommerferie    | Astrid Henning-Jensen                              | Dánia, Egyesült Királyság |
| I ditteri              | I ditteri              | Alberto Ancilotto                                  | Olaszország               |
| Paradies und Feuerofen | Paradies und Feuerofen | Herbert Viktor                                     | Nyugat-Németország        |
| Power Among Men        | Power Among Men        | Alexander Hammid, Gian Luigi Polidoro, V. R. Sarma | Egyesült Királyság        |
| Prijs de zee           | Prijs de zee           | Herman van der Horst                               | Hollandia                 |
| Radha and Krishna      | राधा और कृष्ण              | J. S. Bhownagary                                   | India                     |
| Les Étoiles de midi    | Les Étoiles de midi    | Jacques Ertaud, Marcel Ichac                       | Franciaország             |
| Tierra mágica          | Tierra mágica          | Massimo Dallamano, Vittorio Valentini              | Venezuela                 |
| Fehér vadon            | White Wilderness       | James Algar                                        | Amerikai Egyesült Államok |

## Győztesek
- Arany Medve: Unokafivérek (Claude Chabrol)
- Ezüst Medve díj a legjobb rendezőnek: Kuroszava Akira (Rejtett erőd)
- Ezüst Medve díj a legjobb színésznőnek: Shirley MacLaine (Kérd bármelyik lányt)
- Ezüst Medve díj a legjobb színésznek: Jean Gabin (Archimédes, a csavargó)
- A zsűri különdíja: Hayley Mills (Tiger Bay)
- Arany Medve a legjobb dokumentumfilmnek: Fehér vadon (James Algar)
- Ezüst Medve díj a legjobb dokumentumfilmnek: Prijs de zee (Herman van der Horsti)
- Ezüst Medve díj a legjobb rövidfilmnek:
  - Das Knalleidoskop (Herbert Hunger)
  - Radha and Krishna (J. S. Bhownagary)
- A zsűri különdíja rendkívüli rövidfilmnek: Hest på sommerferie (Astrid Henning-Jensen)
  - Tiszteletdíj rövidfilmnek: I ditteri (Alberto Ancilotto)
- FIPRESCI-díj
  - Rejtett erőd (Kuroszava Akira)
- OCIC-díj
  - Paradies und Feuerofen (Victor Herbert)
- Jugendfilmpreis, az ifjúsági filmes díj
  - Legjobb egész estés ifjúsági film: Hadaka no taiyô (Miyoji Ieki)
  - Legjobb ifjúsági dokumentumfilm: Paradies und Feuerofen (Victor Herbert)
  - Legjobb ifjúsági rövidfilm: Les Anneaux d'or (René Vautier)

## Fordítás
- Ez a szócikk részben vagy egészben  a(z)   9th Berlin International Film Festival című angol Wikipédia-szócikk fordításán alapul.  Az eredeti cikk szerkesztőit annak laptörténete sorolja fel. Ez a jelzés csupán a megfogalmazás eredetét és a szerzői jogokat jelzi, nem szolgál a cikkben szereplő információk forrásmegjelöléseként.